# Behudin Merdovic
Behudin Merdovic (15 oktober 1961) is een Bosnisch voormalig langebaanschaatser, destijds Joegoslavië. Hij nam tweemaal deel aan de Olympische Winterspelen, debuterend in 1984 in Sarajevo en voor de tweede keer in 1988. Zijn beste prestaties waren in 1988, Merdovic eindigde op zowel de 500 als de 1000 meter op de vijfendertigste plaats.
Hiernaast nam hij ook nog vier keer deel aan het Europees kampioenschap allround, met als beste resultaat een negenentwintigste plaats. Ook verscheen Merdovic tweemaal aan de start op de Wereldkampioenschappen allround, waarbij hij, in 1987, als vierendertigste eindigde.
Verder heeft Merdovic ook nog één deelname aan het Wereldkampioenschap sprint achter zijn naam staan. Deze enige deelname, in 1989, leidde tot een eenendertigste plaats na vier afstanden.

## Persoonlijke records
| Afstand      | Tijd      | Datum            | Baan       |
| ------------ | --------- | ---------------- | ---------- |
| 500 meter    | 0 41,08   | 26 februari 1989 | Heerenveen |
| 1000 meter   | 0 1.21,75 | 26 februari 1989 | Heerenveen |
| 1500 meter   | 2.06,11   | 13 februari 1988 | Calgary    |
| 3000 meter   | 4.47,56   | 24 november 1990 | Inzell     |
| 5000 meter   | 7.49,70   | 14 februari 1987 | Heerenveen |
| 10.000 meter | 17.14,98  | 3 maart 1985     | Sarajevo   |

## Resultaten
| Jaar | EK allround          | WK allround          | WK sprint            | Olympische Spelen                     | Wereldbeker |
| ---- | -------------------- | -------------------- | -------------------- | ------------------------------------- | ----------- |
| 1984 |                      |                      |                      | 41e 500m 43e 1000m 40e 1500m DQ 5000m |             |
| 1985 |                      |                      |                      |                                       |             |
| 1986 | NC29 (29, 30, 30, -) | NC37 (36, 37, 36, -) |                      |                                       |             |
| 1987 | NC31 (29, 31, 31, -) | NC34 (34, 35, 35, -) |                      |                                       |             |
| 1988 | NC31 (32, 31, 31, -) |                      |                      | 35e 500m 35e 1000m 39e 1500m          |             |
| 1989 |                      |                      | 31e (32, 35, 33, 35) |                                       |             |
| 1990 | NC29 (29, 31, 30, -) |                      |                      |                                       |             |
| 1991 |                      |                      |                      | 0p 500m 0p 1000m                      |             |

- = geen deelname
0p = wel deelgenomen, maar geen punten behaald
DQ = gediskwalificeerd
NC# = niet gekwalificeerd voor de laatste afstand, maar wel als #e geklasseerd in de eindrangschikking
(#, #, #, #) = afstandspositie op allroundtoernooi (500m, 5000m, 1500m, 10000m) of op sprinttoernooi (500m, 1000m, 500m, 1000m)